# O’Neal-Nunatakker
Die O’Neal-Nunatakker sind eine kleine Gruppe aufgereihter Nunatakker im westantarktischen Ellsworthland. Im Ellsworthgebirge markieren die das südliche Ende der Bastien Range.
Aus Geologen bestehende Mannschaften der University of Minnesota, die das Ellsworthgebirge erkundeten, benannten die Gruppe nach Jerry O’Neal, der als Techniker zur Erfassung meteorologischer Daten von 1963 bis 1964 und von 1964 bis 1965 Mitglied dieser Mannschaften war.